# Кукавице (Рогатица)
Кукавице су насељено мјесто у општини Рогатица, Република Српска, БиХ. Према попису становништва из 2013. у насељу је живјело 114 становника.

## Географија
Насеље Кукавице се налази на 5 км удаљености од Рогатице, на путу према Горажду. Кроз насеље протиче река Ракитница.

## Историја
Припадници АРБиХ су на подручју насеља 27. августа 1992. напали колону од око 2.000 српских цивила, међу којима 1.000 стараца, жена и дјеце који су бјежали из Горажда и околних села. Приликом напада, убијен је 25 Срба, а 80 их је рањено.

## Споменик
Борачка организација Српско Горажде је на Митровдан 2000. у насељу подигла споменик страдалима у колони 1992. На споменику се налазе имена страдалих.

## Становништво
| Демографија | Демографија | Демографија |
| Година      | Становника  | Становника  |
| ----------- | ----------- | ----------- |
| 1971.       | 607         |             |
| 1981.       | 559         |             |
| 1991.       | 486         |             |
| 2013.       | 114         |             |